# Sulistrowice (Mazovie)
Pour les articles homonymes, voir Sulistrowice.
Sulistrowice [sulistrɔˈvit͡sɛ] est un village polonais de la gmina de Chlewiska, du powiat de Szydłowiec et dans la voïvodie de Mazovie dans le centre-est de la Pologne.
Il est situé à environ 9 kilomètres au nord de Chlewiska, 11 kilomètres au nord-ouest de Szydłowiec et à 101 kilomètres au sud de Varsovie.
Le village a une population de 124 habitants en 2008.